# Marcel Hirscher

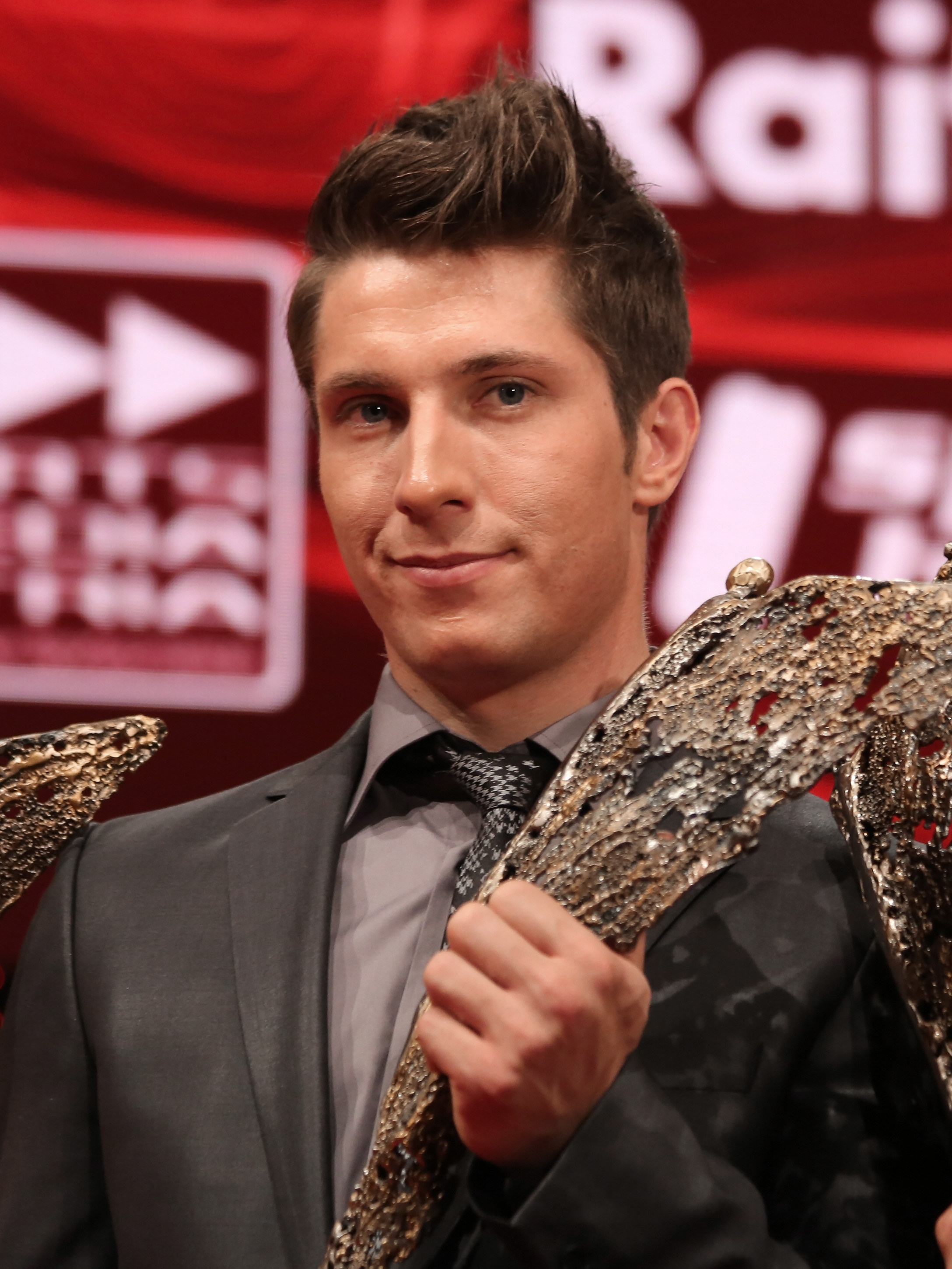
Hirscher met de trofee van Oostenrijks sportman van het jaar 2012

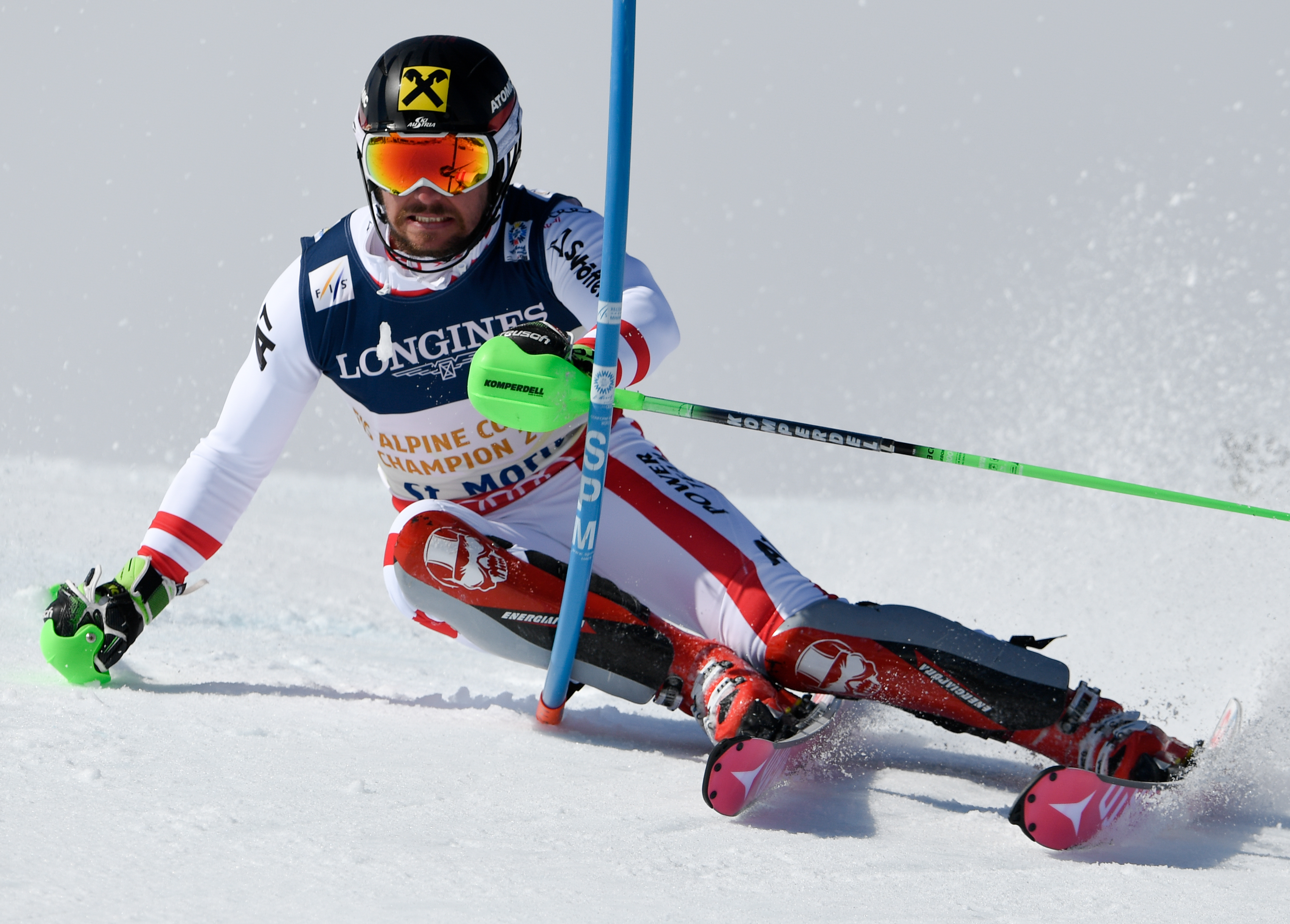
Hirscher in actie tijdens de wereldkampioenschappen alpineskiën 2017.

Marcel Hirscher (Annaberg-Lungötz, 2 maart 1989) is een Oostenrijks-Nederlandse alpineskiër. Hij is gespecialiseerd in de slalom en reuzenslalom. Vanwege zijn Nederlandse moeder en Oostenrijkse vader heeft hij een dubbele nationaliteit. Tot aan zijn afscheid in 2019 kwam hij uit voor Oostenrijk. Sinds zijn rentree in 2024 skiet hij onder Nederlandse vlag.  Hirscher vertegenwoordigde Oostenrijk op de Olympische Winterspelen 2010 in Vancouver, op de Olympische Winterspelen 2014 in Sotsji en op de Olympische Winterspelen 2018 in Pyeongchang.

## Carrière
Hirscher werd drievoudig wereldkampioen bij de junioren, en veroverde in 2007 ook een zilveren medaille. Hij werd ook winnaar van het algemeen klassement van de Europa Cup in het seizoen 2007/2008.
Hirscher maakte zijn debuut in de wereldbeker op 17 maart 2007 in de reuzenslalom van Lenzerheide. In december 2007 scoorde de Oostenrijker in Bad Kleinkirchheim zijn eerste wereldbekerpunten. In januari 2008 behaalde hij in Adelboden zijn eerste toptienklassering in een wereldbekerwedstrijd. In maart 2008 stond Hirscher in Kranjska Gora voor de eerste maal in zijn carrière op het podium van een wereldbekerwedstrijd. Op de wereldkampioenschappen alpineskiën 2009 in Val d'Isère werd de Oostenrijker vierde op de reuzenslalom. Op de slalom en de supercombinatie bereikte hij de finish niet. Een maand later trad hij als grote favoriet aan op de wereldkampioenschappen voor junioren. Met een tweede plaats op de super-G en een derde plaats op de reuzenslalom deed hij het weliswaar goed. Op de slalom wist hij zijn titel echter niet te verdedigen, met startnummer 1 viel hij al in de eerste run uit. Op 13 december 2009 boekte Hirscher in Val d'Isère zijn eerste wereldbekerzege. Tijdens de Olympische Winterspelen van 2010 in Vancouver eindigde de Oostenrijker als vierde op de reuzenslalom, op amper 0,08 seconden van het brons, en als vijfde op de slalom.
In het seizoen 2011/2012 won hij zowel de wereldbeker algemeen als de wereldbeker reuzenslalom. Hij werd in Oostenrijk verkozen tot sportman van het jaar 2012. In Schladming nam Hirscher deel aan de wereldkampioenschappen alpineskiën 2013. Op dit toernooi werd hij wereldkampioen op de slalom, op reuzenslalom behaalde hij de zilveren medaille. Ook in het seizoen 2012/2013 won de Oostenrijker de algemene wereldbeker, net als het wereldbekerklassement in de slalom. Tijdens de Olympische Winterspelen van 2014 in Sotsji veroverde hij de zilveren medaille op de slalom, daarnaast eindigde hij als vierde op de reuzenslalom. In het seizoen 2013/2014 deed Hirscher nog beter met winst in het eindklassement van de algemene wereldbeker en de wereldbekers in de reuzenslalom en de slalom.
Op de Wereldkampioenschappen alpineskiën 2015 in Beaver Creek werd de Oostenrijker wereldkampioen in de combinatie. Daarnaast behaalde hij de zilveren medaille op de reuzenslalom, op de slalom wist hij niet te finshen. Hij werd nadien voor de vierde opeenvolgende keer winnaar van de algemene wereldbeker. Hirscher was ook de beste in de eindstand van de algemene wereldbeker in het seizoen 2015/2016, hiermee evenaarde hij Marc Girardelli als vijfvoudig winnaar. In Sankt Moritz nam de Oostenrijker deel aan de wereldkampioenschappen alpineskiën 2017. Op dit toernooi werd hij wereldkampioen op zowel de slalom als de reuzenslalom. Daarnaast sleepte hij de zilveren medaille in de wacht op de alpine combinatie en eindigde hij als 21e op de super-G. In het seizoen 2016/2017 won hij voor de zesde maal op rij de algemene wereldbeker. Tijdens de Olympische Winterspelen van 2018 veroverde Hirscher de gouden medaille op zowel de alpine combinatie als de reuzenslalom, op de slalom finishte hij niet. In het seizoen 2017/2018 greep de Oostenrijker zijn zevende opeenvolgende eindzege in het algemene wereldbekerklassement. In het seizoen 2018/2019 greep de Oostenrijker zijn achtste opeenvolgende eindzege in het algemene wereldbekerklassement.
Op 4 september 2019 kondigde hij zijn afscheid aan.
Op 24 april 2024 kondigde Hirscher een rentree in de skisport aan, ditmaal als onderdeel van het Nederlandse team.
Na 2051 dagen maakte Hirscher op 27 oktober 2024 zijn rentree in de Wereldbeker Alpineskiën, waar hij met een 23e plaats op de reuzenslalom in Sölden meteen WK-punten wist te behalen. Het waren de eerste WK-punten voor een Nederlandse skiracer sinds 8 januari 2022. Maarten Meiners behaalde destijds de 28e plaats op de reuzenslalom in Adelboden.

## Resultaten

### Olympische Winterspelen
| Jaar | Plaats      | Resultaten                             |
| ---- | ----------- | -------------------------------------- |
| 2010 | Vancouver   | 4e Reuzenslalom 5e Slalom              |
| 2014 | Sotsji      | 4e Reuzenslalom · Slalom               |
| 2018 | Pyeongchang | Combinatie · Reuzenslalom · DNF Slalom |

### Wereldkampioenschappen
| Jaar | Plaats       | Resultaten                                                                   |
| ---- | ------------ | ---------------------------------------------------------------------------- |
| 2009 | Val d'Isère  | 4e Reuzenslalom DNF(1) Slalom DNF(2) Supercombinatie                         |
| 2013 | Schladming   | Slalom · Landenwedstrijd · Reuzenslalom                                      |
| 2015 | Beaver Creek | Alpine combinatie · Landenwedstrijd · Reuzenslalom · DNF2 Slalom             |
| 2017 | Sankt Moritz | Reuzenslalom · Slalom · Alpine combinatie · 5e Landenwedstrijd · 21e Super-G |
| 2019 | Åre          | Slalom · Reuzenslalom                                                        |

### Wereldkampioenschappen junioren
| Jaar | Plaats                        | Resultaten                             |
| ---- | ----------------------------- | -------------------------------------- |
| 2007 | Altenmarkt-Zauchensee Flachau | 11e Super-G · Reuzenslalom · Slalom    |
| 2008 | Formigal                      | Slalom · Reuzenslalom                  |
| 2009 | Garmisch-Partenkirchen        | Super-G · Reuzenslalom · DNF(1) Slalom |

### Wereldbeker
Eindklasseringen
| Seizoen   | Algm | SL     | RS     | SG  | SC  |
| --------- | ---- | ------ | ------ | --- | --- |
| 2007/2008 | 51e  | 15e    | -      | -   | -   |
| 2008/2009 | 14e  | 19e    | 14e    | -   | -   |
| 2009/2010 | 6e   | 8e     | 6e     | 34e | 12e |
| 2010/2011 | 15e  | 5e     | 10e    | -   | -   |
| 2011/2012 | Goud | Brons  | Goud   | 27e | -   |
| 2012/2013 | Goud | Goud   | Zilver | 55e | -   |
| 2013/2014 | Goud | Goud   | Zilver | 31e | 8e  |
| 2014/2015 | Goud | Goud   | Goud   | 24e | 6e  |
| 2015/2016 | Goud | Zilver | Goud   | 6e  | -   |
| 2016/2017 | Goud | Goud   | Goud   | 25e | 5e  |
| 2017/2018 | Goud | Goud   | Goud   | 33e | -   |
| 2018/2019 | Goud | Goud   | Goud   | -   | 5e  |

Wereldbekerzeges
| NR | Datum            | Plaats                     | Onderdeel            |
| -- | ---------------- | -------------------------- | -------------------- |
| 01 | 13 december 2009 | Val d'Isère                | Reuzenslalom         |
| 02 | 30 januari 2010  | Kranjska Gora              | Reuzenslalom         |
| 03 | 12 december 2010 | Val d'Isère                | Slalom               |
| 04 | 4 december 2011  | Beaver Creek               | Reuzenslalom         |
| 05 | 19 december 2011 | Alta Badia                 | Slalom               |
| 06 | 5 januari 2012   | Zagreb                     | Slalom               |
| 07 | 7 januari 2012   | Adelboden                  | Reuzenslalom         |
| 08 | 8 januari 2012   | Adelboden                  | Slalom               |
| 09 | 24 januari 2012  | Schladming                 | Slalom               |
| 10 | 18 februari 2012 | Bansko                     | Reuzenslalom         |
| 11 | 19 februari 2012 | Bansko                     | Slalom               |
| 12 | 17 maart 2012    | Schladming                 | Reuzenslalom         |
| 13 | 9 december 2012  | Val d'Isère                | Reuzenslalom         |
| 14 | 18 december 2012 | Madonna di Campiglio       | Slalom               |
| 15 | 6 januari 2013   | Zagreb                     | Slalom               |
| 16 | 13 januari 2013  | Adelboden                  | Slalom               |
| 17 | 27 januari 2013  | Kitzbühel                  | Slalom               |
| 18 | 29 januari 2013  | Moskou                     | City Event           |
| 19 | 17 november 2013 | Levi                       | Slalom               |
| 20 | 14 december 2013 | Val-d'Isère                | Reuzenslalom         |
| 21 | 22 december 2013 | Alta Badia                 | Reuzenslalom         |
| 22 | 12 januari 2014  | Adelboden                  | Slalom               |
| 23 | 16 maart 2014    | Lenzerheide                | Slalom               |
| 24 | 26 oktober 2014  | Sölden                     | Reuzenslalom         |
| 25 | 12 december 2014 | Åre                        | Reuzenslalom         |
| 26 | 14 december 2014 | Åre                        | Slalom               |
| 27 | 21 december 2014 | Alta Badia                 | Reuzenslalom         |
| 28 | 6 januari 2015   | Zagreb                     | Slalom               |
| 29 | 10 januari 2015  | Adelboden                  | Reuzenslalom         |
| 30 | 1 maart 2015     | Garmisch-Partenkirchen     | Reuzenslalom         |
| 31 | 22 maart 2015    | Méribel                    | Slalom               |
| 32 | 5 december 2015  | Beaver Creek               | Super G              |
| 33 | 6 december 2015  | Beaver Creek               | Reuzenslalom         |
| 34 | 12 december 2015 | Val-d'Isère                | Reuzenslalom         |
| 35 | 20 december 2015 | Alta Badia                 | Reuzenslalom         |
| 36 | 6 januari 2016   | Santa Caterina di Valfurva | Slalom               |
| 37 | 24 februari 2016 | Stockholm                  | City Event           |
| 38 | 5 maart 2016     | Kranjska Gora              | Reuzenslalom         |
| 39 | 6 maart 2016     | Kranjska Gora              | Slalom               |
| 40 | 13 november 2016 | Levi                       | Slalom               |
| 41 | 18 december 2016 | Alta Badia                 | Reuzenslalom         |
| 42 | 22 januari 2017  | Kitzbühel                  | Slalom               |
| 43 | 29 januari 2017  | Garmisch-Partenkirchen     | Reuzenslalom         |
| 44 | 4 maart 2017     | Kranjska Gora              | Reuzenslalom         |
| 45 | 18 maart 2017    | Aspen                      | Reuzenslalom         |
| 46 | 3 december 2017  | Beaver Creek               | Reuzenslalom         |
| 47 | 10 december 2017 | Val-d'Isère                | Slalom               |
| 48 | 17 december 2017 | Alta Badia                 | Reuzenslalom         |
| 49 | 22 december 2017 | Madonna di Campiglio       | Slalom               |
| 50 | 4 januari 2018   | Zagreb                     | Slalom               |
| 51 | 6 januari 2018   | Adelboden                  | Reuzenslalom         |
| 52 | 7 januari 2018   | Adelboden                  | Slalom               |
| 53 | 14 januari 2018  | Wengen                     | Slalom               |
| 54 | 23 januari 2018  | Schladming                 | Slalom               |
| 55 | 28 januari 2018  | Garmisch-Partenkirchen     | Reuzenslalom         |
| 56 | 3 maart 2018     | Kranjska Gora              | Reuzenslalom         |
| 57 | 4 maart 2018     | Kranjska Gora              | Slalom               |
| 58 | 17 maart 2018    | Åre                        | Reuzenslalom         |
| 59 | 18 november 2018 | Levi                       | Slalom               |
| 60 | 8 december 2018  | Val-d'Isère                | Reuzenslalom         |
| 61 | 16 december 2018 | Alta Badia                 | Reuzenslalom         |
| 62 | 17 december 2018 | Alta Badia                 | Parallelreuzenslalom |
| 63 | 20 december 2018 | Saalbach-Hinterglemm       | Slalom               |
| 64 | 6 januari 2019   | Zagreb                     | Slalom               |
| 65 | 12 januari 2019  | Adelboden                  | Reuzenslalom         |
| 66 | 13 januari 2019  | Adelboden                  | Slalom               |
| 67 | 29 januari 2019  | Schladming                 | Slalom               |